# Vườn quốc gia Chaco
Vườn quốc gia Chaco là một vườn quốc gia nằm ở tỉnh Chaco, Argentina. Nó có diện tích 150 km² và được thành lập vào ngày 22 tháng 10 năm 1954, để bảo vệ khu vực phía Đông Chaco, bao gồm chủ yếu là các vùng đất thấp ấm áp, với lượng mưa mùa hè hàng năm từ 750 tới 1.300 mm.
Nó là một khu vực bảo vệ cho cây Quebracho, một loài cây gỗ cứng và có giá trị thương mại cao. Rừng quebracho colorado chaqueño (Quebracho đỏ) đã từng nằm ở phía bắc của Santa Fe và nửa phía tây Chaco, và khu vực phía đông bắc của tỉnh Corrientes. Tuy nhiên, do có lượng Tanin dồi dào khiến nó bị khai thác quá mức trong một thế kỷ qua.
Vườn quốc gia cũng bao gồm các loài cây bụi, cỏ nhiệt đới, đầm lầy, và hồ nước. Về động vật, vườn quốc gia bao gồm các loài thú và bò sát lớn như sư tử, Cá sấu Yacare và Chuột lang nước cùng nhiều loài khác như Thú có mai, Lợn vòi Nam Mỹ, Khỉ rú đen cũng như hơn 340 loài chim.
Các cộng đồng dân cư bản địa người Mocoví và Toba được tìm thấy trong các khu vực bảo vệ.